# Кибасаров, Сатекбай
Сатекбай Кибасаров (1890, аул № 17, Аулиеатинский уезд, Сырдарьинская область, Туркестанский край, Российская империя — 1978, Джамбулская область, Казахская ССР) — старший чабан колхоза «Шаруашылык» Таласского района Джамбулской области, Казахская ССР. Герой Социалистического Труда (1949).

## Биография
Родился в 1890 году в семье животновода-кочевника в ауле № 17 Аулиеатинского уезда Сырдарьинской области. Происходит из племени ысты. С раннего возраста занимался животноводством в частном хозяйстве. Во время коллективизации в 1930 году вступил в сельскохозяйственную артель «Шаруашылык» Таласского района, которая позднее была преобразована в одноимённый колхоз. Трудился чабаном, с 1941 года — старшим чабаном. За выдающиеся трудовые достижения в овцеводстве по итогам работы в 1947 году награждён Орденом Трудового Красного Знамени.
В 1948 году обслуживал отару с 406 овцематками. Вырастил в среднем по 128 ягнят от каждой сотни овцематок. Средний вес каждого ягнёнка к отбивке составил 42 килограмма. Указом Президиума Верховного Совета СССР от 12 июля 1949 года удостоен звания Героя Социалистического Труда за «получение высокой продуктивности животноводства в 1948 году» с вручением ордена Ленина и золотой медали «Серп и Молот» (№ 4116).
Трудился чабаном до выхода на пенсию в 1957 году. Проживал в Джамбулской области. Дата смерти не установлена.
Награды
- Герой Социалистического Труда
- Орден Ленина
- Орден Трудового Красного Знамени (15.09.1948)